# 8500 Хорі
8500 Хорі (8500 Hori) — астероїд головного поясу, відкритий 10 жовтня 1990 року.
Тіссеранів параметр щодо Юпітера — 3,202.